# SV Motor Mickten-Dresden
Der SV Motor Mickten-Dresden e.V., kurz Motor Mickten, ist ein sächsischer Breitensportverein und zählt mit über 2000 Mitgliedern zu den größten Sportvereinen in Dresden. Er ging aus der Betriebssportgemeinschaft BSG Motor Mickten hervor. Der Verein bietet in 20 ehrenamtlich geführten Abteilungen und fünf hauptamtlich geführten Fachbereichen über 30 Sportarten Freizeit- und Wettkampfsport an. Dazu gehören: Aerobic, Badminton, Basketball, Capoeira, E-Rolli-Fußball, Einradhockey, Fußball, Gymnastik, Handball, Judo, Kegeln, Klettern, Roller Derby, Shinkendo, Thai Bo, Tischtennis, Turnen, Kara-Ho Kempo Karate, Volleyball, Zumba-Fitness, Eltern-Kind-Sport, Parkour, Inlinehockey, Rollstuhltanz usw.
Der Verein unterhält ein eigenes Sportobjekt mit Zwei-Feld-Halle, Kletterwand und Vier-Bahnen-Kegelanlage.

## Geschichte
Angestellte der VEB Elektroschaltgeräte Dresden gründeten am 8. August 1952, unterstützt durch ihren Arbeitgeber, die Betriebssportgemeinschaft (BSG) Motor Mickten, um Betriebsangehörigen sportliche Betätigungen zu ermöglichen. Vom damaligen Betriebsdirektor Friedrich Pappermann wurde ein Vereinsgebäude zur Verfügung gestellt. Anfangs wurden die Sportarten Fußball, Leichtathletik, Gymnastik, Tischtennis und Kegeln betrieben, kurze Zeit später kam Billard Carambol hinzu.
Nach und nach entwickelte sich die BSG Motor Mickten zu einer zentralen Anlaufstelle des Freizeitsportes für den gesamten Stadtbezirk Dresden-Nord. Der Kinder- und Jugendsport erhielt schon in den Anfangsjahren, zum Beispiel durch das Durchführen der Kinder- und Jugendspartakiaden, eine feste Position. Bis 1984 stieg die Mitgliederzahl auf ca. 450.
Im Jahr 1985 wurden der VEB Reglerwerk Dresden und der VEB Elektroschaltgeräte Dresden zur VEB EAW Elektronik zusammengelegt, damit wurden auch die BSG Reglerwerk Dresden und die BSG Motor Mickten mit nun 750 Mitgliedern vereinigt. Bis 1989 wuchs die BSG Motor Mickten zur mit über 900 Mitgliedern zweitgrößten BSG im Stadtbezirk. Als sich abzeichnete, dass der Trägerbetrieb VEB EAW Elektronik insolvent werden würde, erfolgte 1991 die Gründung des SV Motor Mickten-Dresden e. V., wodurch der Verein die Gemeinnützig- und Selbstständigkeit erlangte und sich vom Trägerbetrieb abspaltete. Durch den daraus folgenden Rückgang der Mitgliederzahl auf 444 Mitglieder erlitt der Verein zwar einen starken Rückschlag, doch durch fachliche Unterstützung durch die Vereinsführung des TuS Alstertal und materielle Hilfestellungen des Arbeitsamtes, mehrerer Förderprogramme und Sponsoren entwickelte sich Motor Mickten wieder zum größten Sportverein im Ortsamtsbereich Pieschen.
Am 24. November 1994 erhielt mit Motor Mickten erstmals ein Sportverein für sein sozialpädagogisches Engagement im Kinder- und Jugendbereich die Anerkennung als Träger der freien Jugendarbeit. Am 1. Juni 1995 folgte die Anerkennung als Beschäftigungsstelle des Zivildienstes und 1997 die Anerkennung als Träger der freien Jugendhilfe.
Da das alte Vereinsgebäude den gestiegenen Ansprüchen des Vereins nicht mehr genügte, machte er sich seit 1991 auf die Suche nach einem neuen Standort, bis 1997 das Angebot des Schulverwaltungsamtes folgte, gemeinsam mit dem Pestalozzi-Gymnasium eine moderne Zweifeld-Halle zu errichten. Im August 2000 erfolgte der erste Spatenstich, ungefähr ein Jahr später wurde die Sportanlage fertig gestellt und auf den Namen „Sportcenter MoMi“ getauft.
2024 zählt Motor Mickten mit über 2000 Mitgliedern zu den fünf mitgliederstärksten Vereinen Dresdens und nimmt sachsenweit den 19. Platz ein.

## Sportobjekte
Das ursprüngliche Vereinsgebäude wurde nach Fusion und Umzug des Trägerbetriebs von der Treuhandanstalt verwaltet. Als die Gründung des SV Motor Mickten-Dresden e. V. erfolgte, übernahm die Stadt Dresden das Objekt von der Treuhandanstalt und garantierte Motor Mickten die Alleinnutzung. Das Gebäude umfasste Anfang der 1990er Jahre eine Kegelanlage mit zwei Bahnen, einen Tischtennisraum mit fünf Tischen, einen Billard- und Kulturraum mit drei Billards und eine Geschäftsstelle. Da diese Ausstattung nicht für alle betriebenen Sportarten ausreichte, nutzte der Verein zu dieser Zeit größtenteils Schulsporthallen. Aus diesem Grund suchte der Verein ein neues eigenes Gebäude.
Das Sportamt Dresden bot dem Verein das Gelände eines Sportplatzes an, welches seit 1990 verwaist und im Besitz der Stadt Dresden war. In der Folge bereitete der Verein bis 1996 den Bau der Sporteinrichtung vor und vergab den Bauauftrag, allerdings wurden seitens der Stadt keine Fördermittel gewährt, was 1997 schließlich zur Aufgabe des Projekts führte.
Im selben Jahr schlug das Schulverwaltungsamt dem Verein vor, gemeinsam mit dem Pestalozzi-Gymnasium Dresden eine Sportstätte zu errichten. Der Stadtrat Dresden stimmte 1999 der Errichtung des Sportcenters zu und unterstützte ebenso wie Bund und Land den Bau mit Fördermitteln. 2001 wurde das Sportobjekt mit dem neuen Namen „MoMi“ mit Zweifeldhalle, Vierbahn-Kegelanlage, einem Jugendraum, einer Geschäftsstelle, einer Küche und einer Tribüne mit Platz für 99 Zuschauer fertig gestellt. Im November 2009 wurde das Gebäude zusätzlich mit einer Kletterwand ausgestattet. Die Kletterwand wurde später erweitert.

## Abteilungen
Der Verein unterhält 20 Abteilungen: Aerobic 30., Aerobic Superfit, Badminton, Basketball, Capoeira, E-Rolli-Fußball, Einradhockey, Fußball, Gymnastik, Handball, Judo, Kampfkunst, Kara-Ho Karate, Kegeln, Kegeln Hörgeschädigte, Klettern, Roller Derby, Tischtennis, Turnen und Volleyball. 
Außerdem werden fünf Fachbereiche hauptamtlich geführt: FB Kindersport, FB Inklusion, FB Breitensport, FB KITA-Sport, FB Gesundheitssport.
Die Mannschaft der Abteilung E-Rolli-Fußball, die „Power Lions“, war die erste deutsche Mannschaft, die diese Sportart aufgenommen hat. Mittlerweile gibt es eine zweite Mannschaft mit dem Namen „Power Cats“. Beide spielen in der Bundesliga. Ausgewählte Sportler spielen bereits im Nationalteam und nehmen an internationalen Turnieren teil.
Die „Dresden Pioneers“ der Abteilung Roller Derby gewannen 2018 die deutsche Meisterschaft und nimmt weiterhin an den Meisterschaften teil.